# Elezioni generali in Niger del 2011
Le elezioni generali in Niger del 2011 si tennero il 31 gennaio (primo turno) e il 12 marzo (secondo turno).

## Risultati

### Elezioni presidenziali
| Candidati                    | Partiti                                                     | I turno   | I turno | II turno  | II turno |
| Candidati                    | Partiti                                                     | Voti      | %       | Voti      | %        |
| ---------------------------- | ----------------------------------------------------------- | --------- | ------- | --------- | -------- |
| Mahamadou Issoufou           | Partito Nigerino per la Democrazia e il Socialismo          | 1 217 527 | 36,06   | 1 797 382 | 58,04    |
| Seyni Oumarou                | Movimento Nazionale per la Società dello Sviluppo           | 784 618   | 23,24   | 1 299 436 | 41,96    |
| Hama Amadou                  | Movimento Democratico Nigerino per una Federazione Africana | 669 153   | 19,82   |           |          |
| Mahamane Ousmane             | Convenzione Democratica e Sociale                           | 284 188   | 8,42    |           |          |
| Amadou Cheiffou              | Raggruppamento Social Democratico                           | 137 501   | 4,07    |           |          |
| Moussa Moumouni Djermakoye   | Alleanza Nigerina per la Democrazia e il Progresso          | 133 222   | 3,95    |           |          |
| Ousmane Issoufou Oubandawaki | Alleanza per il Rinnovamento Democratico                    | 65 077    | 1,93    |           |          |
| Amadou Cissé                 | Unione per la Democrazia e la Repubblica                    | 54 218    | 1,61    |           |          |
| Abdoulaye Amadou Traoré      | Indipendente                                                | 18 116    | 0,54    |           |          |
| Bayard Mariama Gamatié       | Indipendente                                                | 12 991    | 0,38    |           |          |
| Totale                       | Totale                                                      | 3 376 611 | 100     | 3 096 818 | 100      |

### Elezioni parlamentari
| Liste                                                               | Voti      | %     | Seggi |
| ------------------------------------------------------------------- | --------- | ----- | ----- |
| Partito Nigerino per la Democrazia e il Socialismo                  | 1 066 011 | 33,00 | 34    |
| Movimento Nazionale per la Società dello Sviluppo                   | 664 525   | 20,57 | 25    |
| Movimento Democratico Nigerino per una Federazione Africana         | 637 108   | 19,72 | 23    |
| Alleanza Nigerina per la Democrazia e il Progresso                  | 242 770   | 7,51  | 8     |
| Raggruppamento per la Democrazia e il Progresso                     | 209 622   | 6,49  | 7     |
| Unione per la Democrazia e la Repubblica                            | 175 876   | 5,44  | 6     |
| Convenzione Democratica e Sociale                                   | 105 828   | 3,28  | 3     |
| Raggruppamento Social Democratico                                   | 58 947    | 1,82  | –     |
| Unione dei Nigerini Indipendenti                                    | 32 018    | 0,99  | 1     |
| Alleanza per il Rinnovamento Democratico                            | 14 971    | 0,46  | –     |
| Partito Progressista Nigerino - Raggruppamento Democratico Africano | 12 549    | 0,39  | –     |
| Partito per il Socialismo e la Democrazia in Niger                  | 5 319     | 0,16  | –     |
| Altri <5.000 voti                                                   | 19 910    | 0,62  | –     |
| Totale                                                              | 3 230 498 | 100   | 107   |